# ريتشارد غوردون (صحفي رياضي)
ريتشارد غوردون (بالإنجليزية: Richard Gordon)‏ هو صحفي رياضي بريطاني، ولد في 1960 في أبردين في المملكة المتحدة.